# Lev Levyckyj
Lev Levyckyj, cyrilicí Лев Левицький [Lev Levyc’kyj] (18. srpna 1863 Velyka Volja – 19. října 1928 Poznaň), byl rakouský právník a politik ukrajinské (rusínské) národnosti z Haliče, na počátku 20. století poslanec Říšské rady.

## Biografie
Vystudoval gymnázium ve Stanislavově a Lvovskou univerzitu. Pracoval jako právník a soudce, nejprve na soudu v Přemyšli, potom v Rožnjativě a v letech 1913–1914 a 1915–1918 ve Skole. V době svého působení v parlamentu je uváděn jako rada zemského soudu v Skole. Od roku 1913 do roku 1914 zasedal jako poslanec Haličského zemského sněmu. Patřil do Ukrajinské národně demokratické strany.
Působil také coby poslanec Říšské rady (celostátního parlamentu Předlitavska), kam usedl ve volbách do Říšské rady roku 1911, konaných podle všeobecného a rovného volebního práva. Byl zvolen za obvod Halič 57. Po roce 1911 byl na Říšské radě členem poslaneckého klubu Ukrajinské parlamentní zastoupení. Uvádí se jako c. k. rada zemského soudu.
Za první světové války přesídlil do Vídně. Byl členem předsednictva Západoukrajinské kulturní rady. Pomáhal ukrajinským uprchlíkům i politickým vězňům. Po válce se zapojil do budování Západoukrajinské lidové republiky a byl členem její národní rady. Pak žil v emigraci ve Vídni a organizoval ukrajinský exil. V roce 1924 se vrátil do Haliče. Polské úřady mu znemožnily návrat k soudcovskému povolání. Působil potom v Poznani.
Jeho dcerou byla hudebnice Halyna Levycka.